# Małe Olecko
Małe Olecko, auch: Olecko Małe (deutsch Klein Oletzko, 1938 bis 1945 Herzogshöhe) ist ein Dorf in der polnischen Woiwodschaft Ermland-Masuren, das zur Landgemeinde Wieliczki (Wielitzken, 1938 bis 1945 Wallenrode) im Powiat Olecki (Kreis Oletzko, 1933 bis 1945 Kreis Treuburg) gehört.

## Geographische Lage
Małe Olecko liegt im Osten der Woiwodschaft Ermland-Masuren am Westufer des Klein Oletzkoer Sees (1938 bis 1945 Herzogshöher See, polnisch Jezioro Oleckie Małe) und am westlichen Ufer des Flüsschens Lega, acht Kilometer südlich der Kreisstadt Olecko (Marggrabowa, umgangssprachlich auch Oletzko, 1928 bis 1945 Treuburg).

## Geschichte
Im Jahre 1542 wurde das seinerzeit Pierdßlowo, vor 1785 Pierdszilewen und bis 1938 Klein Oletzko genannte Dorf gegründet. 
Bei der Errichtung des Amtsbezirks Nordenthal (1938 bis 1945: „Amtsbezirk Nordental“, polnisch Nory) wurde das Dorf eingegliedert. Er gehörte bis 1945 zum Kreis Oletzko (1933 bis 1945: Kreis Treuburg) im Regierungsbezirk Gumbinnen der preußischen Provinz Ostpreußen.
Am 1. Dezember 1910 verzeichnete Klein Oletzko 484 Einwohner. Ihre Zahl stieg bis 1933 auf 518. 
Aufgrund der Bestimmungen des Versailler Vertrags stimmte die Bevölkerung im Abstimmungsgebiet Allenstein, zu dem Klein Oletzko gehörte, am 11. Juli 1920 über die weitere staatliche Zugehörigkeit zu Ostpreußen (und damit zu Deutschland) oder den Anschluss an Polen ab. In Klein Oletzko stimmten 394 Einwohner für den Verbleib bei Ostpreußen, auf Polen entfiel keine Stimme.
Am 3. Juni 1938 wurde es aus politisch-ideologischen Gründen der Abwehr fremdländisch klingender Ortsnamen in „Herzogshöhe“ umbenannt. Die Einwohnerzahl belief sich im Jahre 1939 auf 402.
In Kriegsfolge kam das Dorf 1945 mit dem gesamten südlichen Ostpreußen zu Polen und erhielt die polnische Namensform „Małe Olecko“, wobei auch „Olecko Małe“ gebräuchlich wurde. Heute ist das Dorf Sitz eines Schulzenamtes (polnisch sołectwo) und somit eine Ortschaft innerhalb der Landgemeinde Wieliczki (Wielitzken, 1938 bis 1945 Wallenrode) im Powiat Olecki (Kreis Oletzko, 1933 bis 1945 Kreis Treuburg), bis 1998 der Woiwodschaft Suwałki, seitdem der Woiwodschaft Ermland-Masuren zugeordnet.

## Religionen
Bis 1945 war Klein Oletzko in die evangelische Kirche Wielitzken in der Kirchenprovinz Ostpreußen der Kirche der Altpreußischen Union sowie in die katholische Pfarrkirche Marggrabowa (Treuburg) im Bistum Ermland eingepfarrt.
Heute gehört Małe Olecko resp. Olecko Małe zur katholischen Pfarrkirche Wieliczki im Bistum Ełk der Römisch-katholischen Kirche in Polen. Hier lebende evangelische Kirchenglieder halten sich zu den Kirchen in Ełk (Lyck) bzw. Suwałki, beide in der Diözese Masuren der Evangelisch-Augsburgischen Kirche in Polen gelegen.

## Verkehr
Małe Olecko ist von der polnischen Landesstraße DK 65 (frühere deutsche Reichsstraße 132) aus über Kukowo (Kukowen, 1938 bis 1945 Reinkental) in Richtung Nowy Młyn (Neumühl) zu erreichen. 
Zwei Kilometer westlich des Dorfes befindet sich die Bahnstation Olecko Małe an der ehemaligen Bahnstrecke Ełk–Tschernjachowsk (deutsch Lyck–Insterburg), die heute jedoch nur noch sporadisch zwischen Ełk und Olecko befahren wird.